# 夢ライヴ
『スペシャルライヴ』、通称『夢ライヴ』は、シンガーソングライター・谷村新司およびさだまさしのライヴ・アルバムである。

## 概要
『スペシャルライヴ』は1982年8月12日に日本武道館で開催された「青春キャンパス10000人の夏まつり花王ヘアケアフェスティバル」の実況を収録したアルバムである。さだにとっては初めての他のアーティストとの協演盤となった。なおさだは当盤でグレープ時に「島原の子守唄」以来になる非オリジナル曲「いい日旅立ち」を公式にリリースしている（ただし一部）。また『随想録』収録の「掌」以来のグレープ時代の作品「精霊流し」を公式リリースしている。
1985年のCD化に際しては、「しあわせについて」「真夜中のカーニバル」「スーパースター－MY SUPERSTAR－」がカットされて、1枚にまとめられた。

## 収録曲

### Disc 1

#### SIDE 1
1. 天までとどけ
さだまさし
2. 防人の詩
さだまさし
4番の歌詩を一部変更している。
3. セロ弾きのゴーシュ
さだまさし
4. しあわせについて
さだまさし

#### SIDE 2
1. 精霊流し
さだまさし
2. 長崎小夜曲（ナガサキ・シティ・セレナーデ）
さだまさし
3. バイオリンのおけいこ（「精霊流し」）
谷村がさだにヴァイオリンを教わる。
4. 小唄のおけいこ（「さのさ」）
さだが谷村に小唄を教わる。
5. 雨昴（あますばる）－雨やどり・昴－
谷村新司・さだまさし
さだの「雨やどり」と谷村の「昴」を混成させた替え歌であり、髪の薄さを自己揶揄したものである。「花王ヘアケアフェスティバル」との兼ね合いも考えられる。

### Disc 2

#### SIDE 3
1. メドレー
  1. オーバーチュアー
  2. RESISTANCE－ピアニストは撃たないで－
  3. 喝采－想い出のライト－

谷村新司
2. 真夜中のカーニバル
谷村新司
3. スーパースター－MY SUPERSTAR－
谷村新司
4. ライザー－LIZA－
谷村新司

#### SIDE 4
1. 陽はまた昇る
谷村新司
2. 昴－すばる－
谷村新司
3. 秋桜（コスモス）
谷村新司、さだまさし
4. いい日旅立ち
さだまさし、谷村新司その他多数。